# Coup d'État de 1937 au Brésil
Le coup d'État brésilien de 1937, en portugais : Golpe de Estado no Brasil em 1937, également appelé coup d'État du nouvel État (Golpe do Estado Novo), est un coup d'État militaire mené par Getúlio Vargas  avec le soutien des forces armées, le 10 novembre 1937.
Getúlio Vargas avait accédé au pouvoir en 1930 avec le soutien de l'armée, à la suite d'une révolution qui avait mis fin à une oligarchie vieille de plusieurs décennies. Il a été président provisoire jusqu'à l'élection de l'Assemblée nationale constituante en 1934.
En vertu d'une nouvelle constitution, Getúlio  Vargas devient le président constitutionnel du Brésil, mais à la suite d'un soulèvement communiste en 1935, les spéculations se multiplient quant à un éventuel coup d'État. Des candidats à l'élection présidentielle de 1938 sont apparus dès la fin de 1936. Vargas ne pouvait pas se représenter aux élections, mais lui et ses alliés n'étaient pas disposés à abandonner le pouvoir. Malgré le relâchement de la répression politique après la révolte communiste, un fort sentiment pour un gouvernement dictatorial demeurait, et l'intervention croissante du gouvernement fédéral dans les gouvernements des États ouvrait la voie à un coup d'État.
Le coup d'État est le point de départ du régime dictatorial de l'Estado Novo.